# Pedro de Valdivia
Pedro Gutiérrez de Valdivia ou Valdiva (es; 17 de abril de 1497 – 25 de dezembro de 1553) foi um conquistador espanhol e o primeiro governador real do Chile. Depois de servir no exército espanhol na Itália e em Flandres, foi enviado para a América do Sul em 1534, onde serviu como tenente sob o comando de Francisco Pizarro no Peru, atuando como seu segundo no comando.
Em 1540, Valdivia liderou uma expedição de 150 espanhóis ao Chile, onde derrotou uma grande força de guerreiros indígenas e fundou Santiago em 1541. Ele estendeu o domínio espanhol ao sul até o rio Biobío em 1546, lutou novamente no Peru (1546-1548) e retornou ao Chile como governador em 1549. Começou a colonizar o Chile ao sul do Biobío e fundou Concepción em 1550. Foi capturado e morto por índios mapuche durante a Guerra de Arauco em 1553. A cidade de Valdivia no Chile foi nomeada em sua homenagem.

## Início de vida como soldado na Europa e chegada às Américas
Acredita-se que Pedro de Valdivia tenha nascido em Villanueva de la Serena 
(alguns dizem Castuera) na Estremadura, Espanha, por volta de 1500 (algumas fontes datam seu nascimento já em 1497 ou tão tarde quanto 1505) em uma família empobrecida de fidalgos. Em 1520, uma guerra civil eclodiu em Castela, a Revolta dos Comuneros, e Valdivia se juntou ao exército do rei espanhol Carlos I. Mais tarde, lutou em Flandres em 1521 e na Itália entre 1522 e 1527, participando da Batalha de Pavia como parte das tropas do Marquês de Pescara. Em maio de 1527, Valdivia esteve envolvido no Saque de Roma como membro do exército mercenário amotinado de Carlos I.
Ele viajou com as forças espanholas para a América do Sul em 1535. Foi designado por um ano para a atual Venezuela. Foi transferido para o Peru em 1537.
Lá, ele tomou parte ao lado de Hernando Pizarro em sua luta contra Diego de Almagro e lutou na Batalha de Las Salinas em 1538; Almagro foi derrotado e capturado.:264 Depois, Valdivia acompanhou Hernando e Gonzalo Pizarro para conquistar tanto a província de Collao quanto Las Charcas no Alto Peru (atual Bolívia). Como compensação por sua ajuda na conquista dessas terras, recebeu uma mina de prata e se tornou um homem rico.
Valdivia havia se casado com Marina Ortíz de Gaete na Espanha. No Peru, ele se envolveu com Inés de Suárez, uma viúva espanhola que o acompanhou ao Chile como sua amante.

## Expedição ao Chile

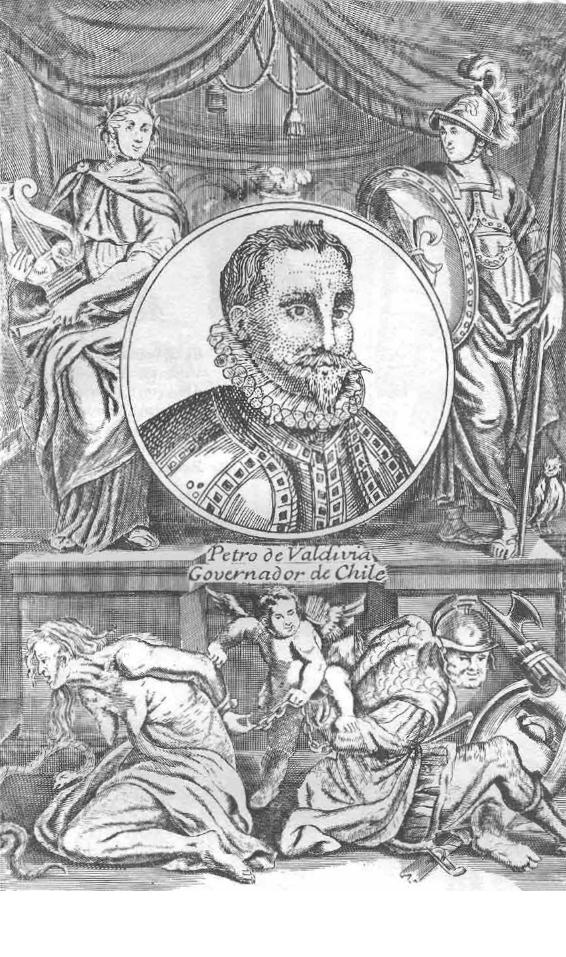
Gravura de Pedro de Valdivia feita por Alonso de Ovalle em 1646.

Após o fracasso da expedição de Diego de Almagro em 1536, as terras ao sul do Peru (então conhecidas como Nueva Toledo, estendendo-se do paralelo 14° — próximo à atual Pisco, Peru — até o paralelo 25° — próximo a Taltal, Chile) permaneceram inexploradas. Valdivia pediu ao governador Francisco Pizarro permissão para completar a conquista daquele território. Obteve sua permissão, mas foi nomeado como Tenente-Governador, em vez de Governador como ele desejava.
A expedição enfrentou problemas desde o início. Valdivia teve que vender as terras e a mina que lhe haviam sido designadas para financiar a expedição. A escassez de soldados e aventureiros também foi problemática; os homens não estavam interessados em conquistar o que acreditavam serem terras extremamente pobres. Enquanto Valdivia preparava a expedição, Pedro Sánchez de la Hoz chegou da Espanha com uma concessão real para o mesmo território. Para evitar dificuldades, Pizarro aconselhou os dois competidores a unirem seus interesses e, em 28 de dezembro de 1539, eles assinaram um contrato de parceria.
A pequena expedição finalmente deixou Cuzco, Peru, em janeiro de 1540, com a permissão de Pizarro e Pedro Sancho de Hoz como parceiro. Eles levavam uma infinidade de sementes para plantar, uma manada de porcos e éguas reprodutoras, e quase mil guerreiros nativos, mas poucos espanhóis. Apenas uma mulher estava entre os viajantes, Inés de Suárez, a amante de Valdivia. No caminho, mais espanhóis se juntaram à expedição, atraídos pela fama de Valdivia como um líder brilhante. Esses conquistadores haviam participado das campanhas fracassadas nas terras altas da Bolívia; no total, cerca de 150 espanhóis se juntaram à expedição.
Valdivia decidiu evitar a estrada sobre os Andes, que havia sido fatal para o exército de Almagro, e partiu resolutamente pelo Deserto do Atacama. No caminho, Sancho de Hoz, buscando a liderança exclusiva, tentou assassinar Valdivia, mas falhou. Ele foi perdoado, mas a partir de então teve que aceitar um status subordinado. Os nativos da região não ficaram contentes com o retorno dos espanhóis devido aos maus-tratos que haviam sofrido sob Almagro. Com muitas promessas, Valdivia conseguiu recuperar a confiança deles. Após uma marcha de cinco meses e sofrendo grandes privações, a expedição chegou ao vale de Copiapo. Valdivia tomou posse oficial da terra em nome do rei espanhol.
Logo depois, eles continuaram para o sul e em dezembro de 1540, onze meses após deixarem Cuzco, Valdivia e sua expedição chegaram ao vale do rio Mapocho, onde estabeleceram a capital do território. O vale era extenso e bem povoado por nativos. Seu solo era fértil e havia água doce abundante. Duas colinas altas forneciam posições defensivas. Logo após sua chegada, Valdivia tentou convencer os habitantes nativos de suas boas intenções, enviando delegações com presentes para os caciques.
Finalmente, em 12 de fevereiro de 1541, Valdivia fundou oficialmente a cidade de Santiago de la Nueva Extremadura (nomeada em homenagem a São Tiago, Santiago em espanhol, e à região natal de Valdivia, Estremadura, Espanha). A cerimônia foi realizada ao pé da colina Huelén (hoje conhecida como colina Santa Lucia).
Após chegar ao Chile, Valdivia e seus homens trabalharam para restaurar um relacionamento positivo entre conquistadores e indígenas, que havia sido gravemente prejudicado por Almagro e seus métodos impiedosos. No início, Valdivia teve sucesso em seus esforços, mas essa coexistência pacífica não durou muito. Uma das primeiras ordens que Valdivia deu foi a construção de um navio na foz do rio Aconcagua para enviar ao Peru por mais suprimentos e para servir como serviço de mensageiro. Ele então teve que retornar às pressas a Santiago para conter um motim. A ganância dos espanhóis veio à tona e ofuscou as intenções anteriores quando rumores de ouro surgiram nas minas de Marga Marga, nas proximidades de Valparaíso. Os espanhóis impuseram a escravidão à população indígena para lucrar com as minas.

## Colonização do Chile

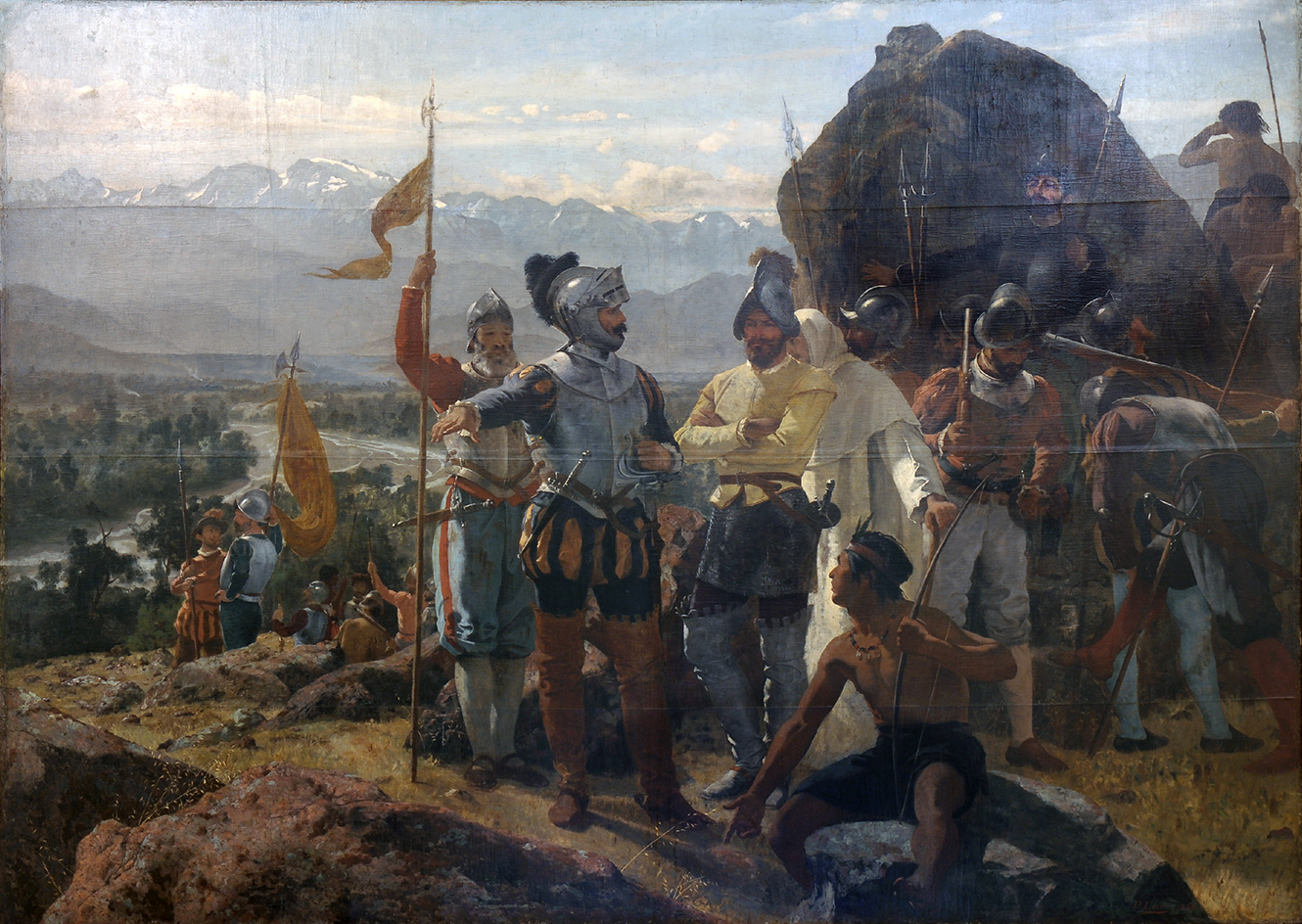
Pintura de Pedro Lira de 1789 retratando a fundação de Santiago por Pedro de Valdivia na colina Huelén.

Ao saber do assassinato de Francisco Pizarro em 1541, Valdivia fez-se nomear governador do território pelo conselho da nova cidade e removeu o Chile do controle peruano, reconhecendo apenas a autoridade real, um arranjo que a Coroa considerou aceitável. Seguro agora em seu próprio domínio, ele impulsionou a exploração para o sul e auxiliou o desenvolvimento do país dividindo a terra entre seus seguidores mais capazes e distribuindo os índios em encomiendas. O Chile possuía minerais, mas Valdivia definitivamente subordinou a mineração à agricultura e à criação de gado. Ainda assim, a colônia não era próspera; o ouro era escasso e os araucanos, belicosos.

### Destruição de Santiago
Após um aparente período pacífico, os nativos começaram a resistir aos invasores. Valdivia marchou contra as tribos e as derrotou em Cachapoal. Enquanto estava fora, em 11 de setembro de 1541, os habitantes locais liderados por Michimalonco atacaram Santiago. A defesa da cidade foi liderada pela amante de Pedro, Inés de Suárez. Os espanhóis, desesperados e dispostos a lutar até a morte, conseguiram eventualmente repelir os nativos; Valdivia e suas tropas retornaram a tempo de socorrer a capital.
Quando a batalha terminou, toda a cidade havia sido destruída e queimada até o chão, os animais foram mortos e os campos e armazéns foram dizimados. Apenas uma pequena quantidade de propriedade não foi destruída, incluindo um punhado de sementes, duas porcas, um porco e um par de galinhas. Valdivia organizou seus homens em grupos para vigiar as plantações e proteger a cidade contra ataques. Durante os dois anos seguintes, havia sempre homens selados e armados, prontos para lutar caso os nativos representassem uma ameaça à autoridade espanhola.
Este evento significou um verdadeiro revés para a conquista do território chileno. A resistência dos povos nativos tornou-se mais forte a cada dia, e como o navio que ele havia construído em Aconcagua também foi destruído pelos nativos, Valdivia enviou em 1542 por terra ao Peru seu tenente Alonso de Monroy com cinco seguidores para buscar reforços, mas, devido às perturbações naquele país em consequência da derrota de El Mozo Almagro por Cristóbal Vaca de Castro, Monroy não conseguiu obter muita ajuda e retornou em setembro de 1543, com apenas setenta cavaleiros, também enviando por mar um navio com provisões e munições para o porto de Aconcagua.

## Expandindo a colônia

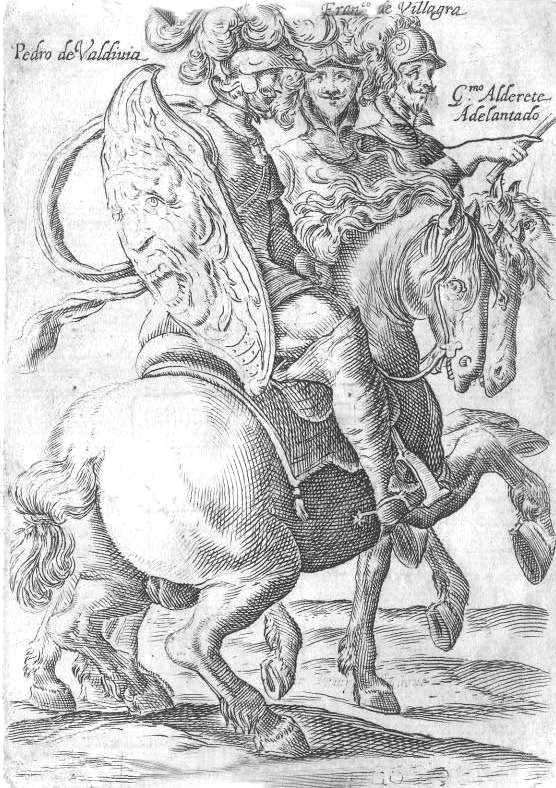
Gravura de Alonso de Ovalle de 1646 mostrando Valdivia, Villagra e Alderete.

Em setembro de 1543, novas armas, roupas e outros equipamentos chegaram do Peru no navio Santiaguillo; graças a esses novos suprimentos, Valdivia estava em condições de iniciar a reconstrução de Santiago e enviar uma expedição, liderada por Juan Bohón, para explorar e povoar a região norte do Chile. Esta expedição fundou La Serena na metade do caminho entre Santiago e o Deserto do Atacama ao norte, no vale de Coquimbo. Valparaíso, embora usado como porto pelos espanhóis desde o início, não teve uma população considerável até muito mais tarde.
Em 1544, Valdivia enviou uma expedição naval consistindo dos barcos San Pedro e Santiaguillo, sob o comando de Juan Bautista Pastene, para reconhecer a costa sudoeste da América do Sul, ordenando-lhe que chegasse ao Estreito de Magalhães. A expedição partiu de Valparaíso e embora Pastene não tenha alcançado esse objetivo, ele explorou grande parte da costa. Ele entrou na baía de San Pedro, e fez desembarques no que agora são conhecidos como Concepción e Valdivia, que mais tarde foi nomeada em homenagem ao comandante. Encontrando tempestades severas mais ao sul, ele então retornou a Valparaíso.

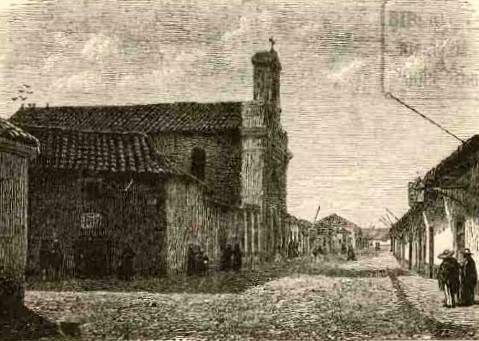
Casa de Pedro de Valdivia em Santiago do Chile, junto com a capela Vera Cruz, conforme retratado por Recaredo Santos Tornero em Chile Ilustrado (1872).

Em fevereiro de 1546, o próprio Valdivia partiu, com sessenta cavaleiros além de guias nativos e carregadores, e cruzou o rio Itata. Ele chegou até o rio Biobío, onde pretendia avançar nos esforços de colonização fundando outra cidade. No entanto, guerreiros mapuche defenderam seu território na Batalha de Quilacura. Percebendo que seria impossível prosseguir em território tão hostil com uma força tão limitada, Valdivia sabiamente optou por retornar a Santiago pouco depois, após encontrar um local para uma nova cidade no que é agora Penco e se tornaria o primeiro local de Concepción. Ainda assim, Valdivia conseguiu subjugar o país entre Santiago e o rio Maule.

### Retorno ao Peru

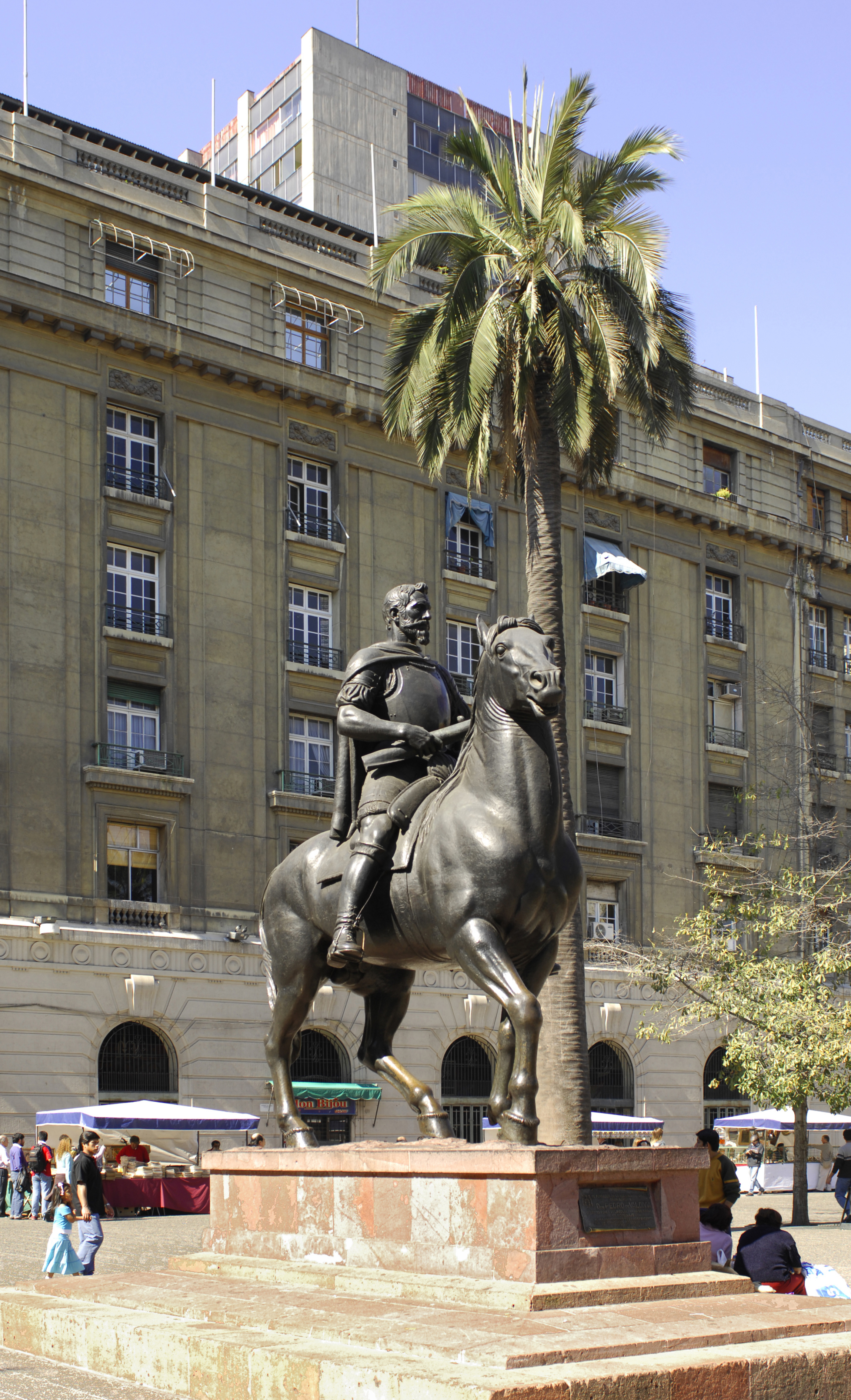
Estátua de Pedro de Valdivia (Santiago, Chile)

Para garantir ajuda adicional e confirmar suas reivindicações sobre o território conquistado, Valdivia retornou em 1547 ao Peru, deixando Francisco de Villagra como governador em seu lugar. Lá, ele tentou reunir mais recursos e homens para continuar a conquista. Quando a rebelião de Gonzalo Pizarro começou no Peru, os insurgentes tentaram sem sucesso atrair Valdivia para o seu lado. No entanto, no início de 1548, Valdivia se juntou ao exército real do Vice-rei Pedro de la Gasca, e sua experiência militar contou muito na vitória de Xaquixahuana em 9 de abril daquele ano. Na batalha, Valdivia encontrou Francisco de Carvajal, que assim como ele também havia lutado nas Guerras Italianas, estado no Saque de Roma e ajudado a derrotar Diego de Almagro.
No entanto, uma facção descontente do Chile conseguiu levá-lo a julgamento em Lima, acusado de tirania, malversação de fundos públicos e imoralidade pública. Uma das acusações feitas contra ele foi que, sendo casado, vivia abertamente com Inés de Suárez "...à maneira de homem e mulher e eles dormem em uma cama e comem em um prato...". Em troca de ser libertado e de sua confirmação como Governador Real, ele concordou em renunciar a ela e trazer para o Chile sua esposa, Marina Ortíz de Gaete, que só chegou após a morte de Valdivia em 1554. Ele também foi ordenado a casar Inés, o que fez, após seu retorno ao Chile em 1549, com um de seus capitães, Rodrigo de Quiroga. Como reconhecimento por seus serviços, Valdivia foi finalmente nomeado como adelantado e ganhou o consentimento real para seu cobiçado título de Governador do Chile, retornando ao assentamento com sua posição e prestígio consideravelmente fortalecidos.

## Guerra de Arauco
Entre 1549 e 1553, após seu retorno a Santiago, Valdivia empreendeu novamente a conquista do sul do Chile, mas enfrentou forte resistência da população indígena. Valdivia teve um embate com os belicosos araucanos além do rio Biobío em 1550, no qual os derrotou, mas de forma alguma quebrou sua vontade de resistir, uma vontade que cresceu mais forte quando o conquistador estabeleceu assentamentos em seu território. Apesar da feroz resistência na Batalha de Penco, ele fundou Concepción em 3 de março de 1550. Mais tarde, fundou as vilas mais ao sul de La Imperial, Valdivia, Angol e Villarrica, em 1551 e 1552.

### A revolta de 1553
Após uma breve estadia em Santiago, Valdivia retornou ao sul novamente em dezembro de 1552. Para manter aberta a conexão entre Concepción e os assentamentos do sul, Valdivia mandou construir vários fortes na Cordilheira de Nahuelbuta. Ele moveu-se contra os araucanos novamente em 1553 e construiu um forte em Tucapel. Por conselho do cacique Colocolo, os araucanos uniram seus esforços escolhendo como toqui (general-chefe) o famoso guerreiro Caupolicán.
Valdivia havia capturado anteriormente e presumivelmente feito amizade com Lautaro, um jovem araucano que se tornou seu cavalariço. Lautaro secretamente permaneceu fiel ao seu próprio povo e se juntou novamente a eles para mostrar a Caupolicán um meio pelo qual Valdivia poderia ser derrotado. No final de 1553, os araucanos sob Lautaro se revoltaram e caíram sobre as forças espanholas estendidas no sul. Um dos primeiros sinais de que uma grande rebelião estava se formando foi o ataque ao forte de Tucapel, onde conseguiram destruir a fortaleza em 2 de dezembro de 1553. Valdivia estava em Concepción quando recebeu notícia deste evento e, acreditando que poderia facilmente subjugar a revolta, apressou-se para o sul, partindo com apenas 40 homens para reprimir a rebelião.
Perto das ruínas da fortaleza, Valdivia reuniu o restante da guarnição. Ele foi emboscado antes de chegar ao seu destino e a Batalha de Tucapel seria a última de Valdivia. À medida que cada onda sucessiva de atacantes era dizimada ou repelida pelos espanhóis, Lautaro enviava outra, até que toda a companhia espanhola fosse massacrada. O temido conquistador foi capturado ainda vivo junto com um padre pelos mapuche.

### Morte

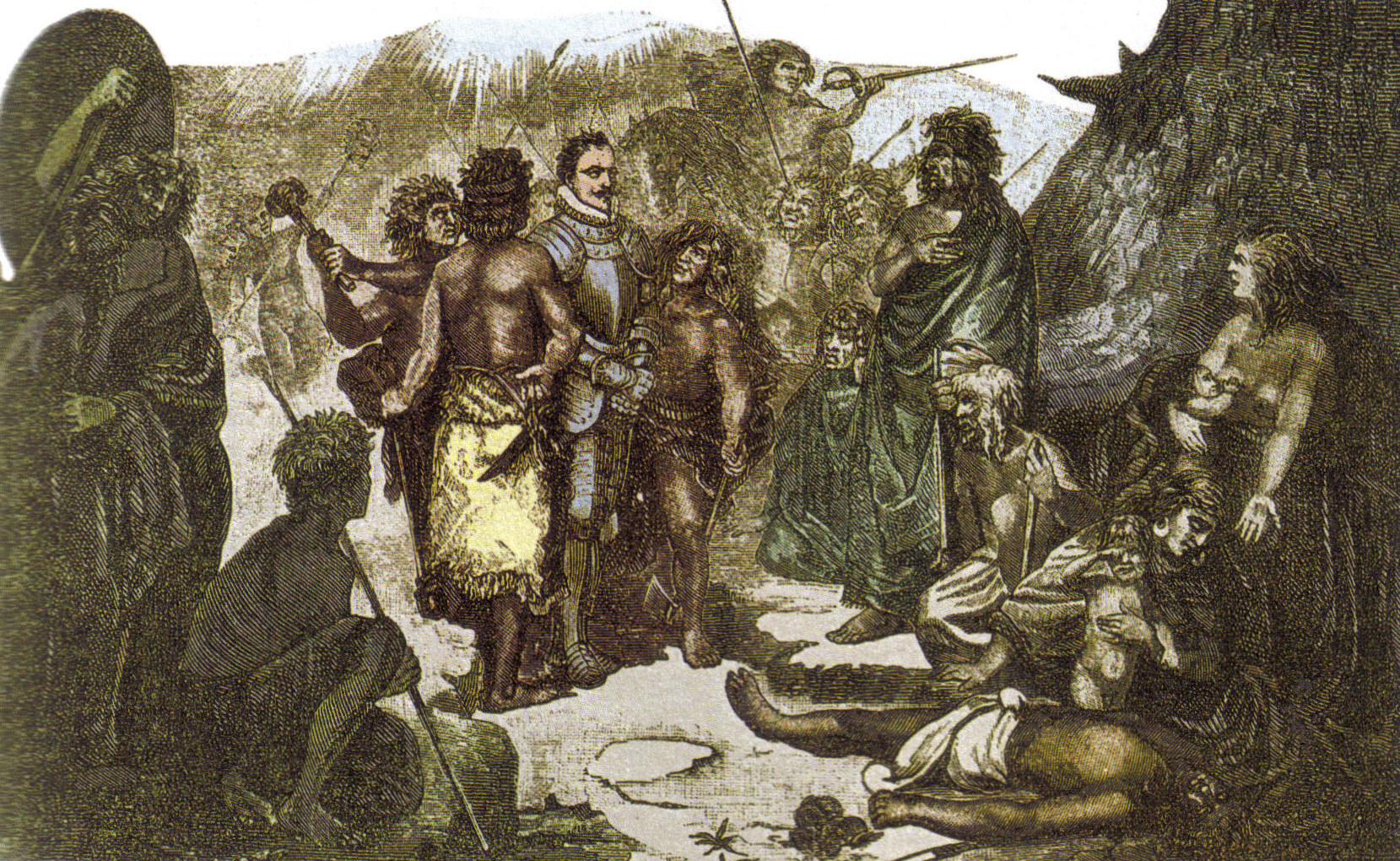
Últimos momentos de Pedro de Valdivia por Nicolás Guzmán Bustamante

Existem muitas versões de como o assassinato de Valdivia ocorreu. Segundo Jerónimo de Vivar, autor contemporâneo dos acontecimentos, a execução de Valdivia foi ordenada pessoalmente por Caupolicán, que o mandou matar com uma lança, e mais tarde sua cabeça e as de dois de seus companheiros mais corajosos foram expostas. Alonso de Góngora Marmolejo, outro cronista contemporâneo, escreve que Valdivia ofereceu como resgate por sua vida a evacuação de todos os assentamentos espanhóis nas terras mapuches e o presente de grandes rebanhos de animais, mas esta oferta foi rejeitada. O mapuche primeiro cortou seus antebraços, assou e comeu na frente dele antes de matá-lo e ao padre que o acompanhava.
Alonso de Ercilla relata que Valdivia foi morto com o golpe de um porrete, e então com uma faca um guerreiro cortou seu peito e arrancou seu coração, que foi então entregue ao toqui, que sugou seu sangue; o coração foi passado de um para outro. Um copo foi feito do crânio de Valdivia. Os guerreiros correram ao redor do cadáver, brandindo suas lanças e soltando gritos, enquanto o resto da assembléia batia com os pés.
Outro cronista contemporâneo, Pedro Mariño de Lobera, escreveu que Valdivia se ofereceu para evacuar as terras dos mapuches, mas diz que logo depois foi morto com um grande porrete por um guerreiro vingativo chamado Pilmaiquen, que disse que não se podia confiar em Valdivia para manter sua palavra uma vez libertado.  Lobera diz que uma história comum no Chile na época era que Valdivia havia sido morto por ser forçado a beber ouro derretido. De acordo com uma lenda ainda posterior, Lautaro levou Valdivia para o acampamento mapuche e o matou após três dias de tortura, extraindo seu coração pulsante e comendo-o com os líderes mapuches. Provavelmente todas as histórias sobre sua morte são apócrifas, já que ninguém de seu grupo sobreviveu à batalha, e as únicas testemunhas conhecidas foram combatentes indígenas capturados em batalhas subsequentes.